# Sole (film 2019)
Sole è un film del 2019 diretto da Carlo Sironi.

## Trama
Ermanno è un ragazzo sbandato che passa il tempo a giocare alle slot machine e campa di espedienti non sempre legali. Suo zio Fabio lo convince a fingersi il padre del bambino che Lena, una ragazza polacca, porta in grembo, in modo da poterlo adottare insieme alla moglie Bianca, che da molto tempo desidera un figlio che non arriva. Per Ermanno, questa sarà una nuova esperienza e una grande responsabilità.

## Distribuzione
Il film è stato presentato in anteprima alla 76ª Mostra internazionale d'arte cinematografica di Venezia (2019) nella sezione Orizzonti.
L'opera, sempre nel 2019, è stata selezionata per la sezione competitiva Fuori dal giro della XVIII edizione del Festival del cinema di Porretta Terme dove si è aggiudicata il Premio del Pubblico.
La pellicola è stata distribuita in Italia a partire da giovedì 24 ottobre 2019.

## Accoglienza
Il film ha ottenuto 1 candidatura ai Nastri d'Argento, 1 candidatura ai David di Donatello, ed è stato premiato agli European Film Awards. In Italia ha incassato nelle prime 11 settimane di programmazione 29.000 euro e 14,6 mila euro nel primo fine settimana.
Il sito MYmovies ha assegnato 2,59 su 5 stelle.

## Riconoscimenti
- 2020 - European Film Awards per la Miglior rivelazione[6]
- 2020 - David di Donatello - Candidatura per Miglior regista esordiente[6]
- 2020 - Nastro d'argento - Candidatura per Miglior regista esordiente[6]
- Ciak d'oro 2020 - Candidatura a migliore opera prima a Carlo Sironi[7]